# Fedémes, Heves
Fedémes  este un sat în districtul Pétervására, județul Heves, Ungaria, având o populație de 325 de locuitori (2011). 

## Demografie
Componența etnică a satului Fedémes
     Maghiari (100%)
Componența confesională a satului Fedémes
     Fără religie (3,38%)
     Reformați (3,08%)
     Necunoscută (93,54%)
     Alte religii (5,85%)
Conform recensământului din 2011, satul Fedémes avea 325 de locuitori. Din punct de vedere etnic, majoritatea locuitorilor (100,0%) erau maghiari. Nu există o religie majoritară, locuitorii fiind persoane fără religie (3,38%) și reformați (3,08%). Pentru 93,54% din locuitori nu este cunoscută apartenența confesională.